# 魔神ぐり子
魔神 ぐり子（まがみ ぐりこ、8月30日 - ）は、日本の漫画家・イラストレーター。宮崎県出身、現在は神奈川県在住。女性。血液型はA型。代表作は『楽屋裏』シリーズ。線の細い少女漫画チックな絵柄を用いるが、作風はギャグ色が強く、エロネタや下ネタを組み込んだテンションの高さが特徴。作品によってはハートフルな作風も見られる。いわゆるエニックスお家騒動の移籍組である。

## 経歴・人物等
東京都に約2年住んだ後、帰郷。暫くは漫画活動を休業し、故郷の宮崎で父親と共に暮らしていたが、利便性などの理由から神奈川県に移住し、愛猫と共に暮らしている。
エニックス（現・スクウェア・エニックス）が開催していた漫画投稿コーナー・ドラゴンクエスト4コマクラブの出身で、4コマクラブへの投稿作品をまとめた『ドラゴンクエスト4コママンガ劇場番外編4コマクラブ傑作集』6巻（1993年発行）「モンスターの章」48pに、魔神具利娘名義で4コマ漫画が初めて掲載された。会員番号は0293。なお、同じ単行本の61pにおいても投稿作品が掲載されており、この時スライム賞を受賞している。続いて『4コマクラブ傑作集』8巻（1994年発行）の「天空の章」において投稿作品が2作掲載され、この時にペンネームを現在の魔神 ぐり子に変更している。その後、『ドラゴンクエスト4コママンガ劇場』11巻（1995年9月発行）においてデビュー。
デビュー後は主に『ドラゴンクエスト4コママンガ劇場』の執筆に参加していたほか、エニックス刊行のゲーム4コマやアンソロジーコミック等にも参加していた。エニックス系刊行物での活動以外では、光文社刊行のゲームアンソロジーコミックのレーベル「4コマギャグバトル」にも執筆していた。
『月刊少年ガンガン』1998年4月号より1999年4月号まで、『わくわくマンガ家への道』を連載。当初はタイトル通り漫画家志望者へのレクチャー漫画であったが、徐々に作者と担当編集者・S村（のちにガンガン編集長となる下村裕一）との毒のある応酬がメインと化し、ついには同誌1999年4月号よりレクチャー部分を省いた完全なエッセイ漫画である『コインランドリー』にリニューアル、同年11月号まで連載された。同作は単行本化されなかったものの、エッセイ漫画家としての才能を認められ、移籍後の『コミックZERO-SUM』2006年2月号より、一迅社の編集者達とのやり取りや、魔神の日常生活を描いた『楽屋裏』の連載を開始する。エニックス時代は、『コインランドリー』の他にも『わくわくぷよぷよダンジョン』を『月刊Gファンタジー』にて1998年10月号より2001年8月号まで連載していたが、いわゆる「エニックスお家騒動」に伴う移籍により連載は中断、未完となっている。
作品は丸ペンを使用しており、カラーの時はGペンも使っている。描線は細め。また、エニックス（現・スクウェア・エニックス）系書籍で繋がりのある浅野りん、幸宮チノに画材を貰ったことがある。また、東まゆみと親交がある。
2000年代中頃より自身の年齢をネタにすることがあるが、以前にも白井寛に「30過ぎの子持ちの女の声」と言われ、ショックを受けたことがある。自画像は少女漫画風の絵が持ち味と言うこともあり、大きな瞳、カールのかかった縦ロールの髪、フリルのついたピンクの衣服と「姫」系に描かれているが、実際は「実物を見たら驚く」「普通の人みたい」とされている。『コインランドリー』や『コミックZERO-SUM』100号（2010年8月号）にて、体重が最高時で72kgあったと明かしていた。

## 作品リスト

### 連載作品
- わくわくマンガ家への道（『月刊少年ガンガン』1998年4月号 - 1999年4月号、未単行本化）
- コインランドリー（『月刊少年ガンガン』1999年4月号 - 11月号、未単行本化）
- わくわくぷよぷよダンジョン（『月刊Gファンタジー』1998年10月号 - 2001年8月号、全3巻）

未完だが、今後続きが描かれる予定は無い。
- 楽屋裏（『コミックZERO-SUM 2006年2月号 - 2010年2月号、全3巻）
- カッパときのこ（『ゼロサムオリジナルアンソロジーシリーズArcana』、既刊1巻）
- ヘルパーライフ（『まんがくらぶ』（竹書房） 2008年2月号（読み切りゲスト）、2008年12月号 - 2009年2月号）

「作者の都合」により3ヶ月で終了、実質的な続編として下記の「まごころ。」が掲載される。
- 漫画家デビューはしたけれど（『コミックZERO-SUM増刊WARD』No.18 - ）

魔神の友人の漫画家・井上さんの日常生活を描いたエッセイ4コマ漫画。『楽屋裏-貧乏暇なし編-』の単行本に収録されている。
- まごころ。（『まんがくらぶ』（竹書房） 2009年3月号（読み切りゲスト）、2009年6月号 - 2010年9月号、全1巻）
- ひよりすと（『まんがタイムオリジナル』（芳文社） 2009年10月号 - 2011年12月号、既刊1巻）

2009年10月号から12月号までゲスト、2010年1月号より正式連載。
- 楽屋裏-貧乏暇なし編-（『コミックZERO-SUM』2010年3月号 - 2014年、全３巻）

『楽屋裏』は2010年2月号で一旦終了し、翌3月号より続編の形で『楽屋裏-貧乏暇なし編-』と改題、連載を再開した。
- 楽屋裏‐講談社地獄篇‐（『コミックDAYS』2018年11月23日 - 2019年6月7日、全1巻）
- 事故物件より愛をこめて（『主任がゆく！スペシャル』（ぶんか社） Vol.125 - Vol.127、Vol.130 - Vol.149、全1巻）
- 貧乏神ちゃんは愛されたい（『主任がゆく！スペシャル』Vol.167 - 、『本当にあった笑える話Pinky』2022年3月号 - 、全1巻）

### 読切作品
- ノンストップ!ミカ（『月刊少年ギャグ王』1996年6月号、読み切りゲスト）
- おそうじ天国（『まんがライフMOMO』（竹書房） 2007年11月号、2008年2月号、読み切りゲスト）